# The Meadows Racetrack and Casino
The Meadows Racetrack and Casino är en travbana i North Strabane Township i Pennsylvania i USA, cirka 4 mil sydväst om Pittsburgh. Banan ägs av Gaming and Leisure Properties och drivs av Penn National Gaming.

## Om banan

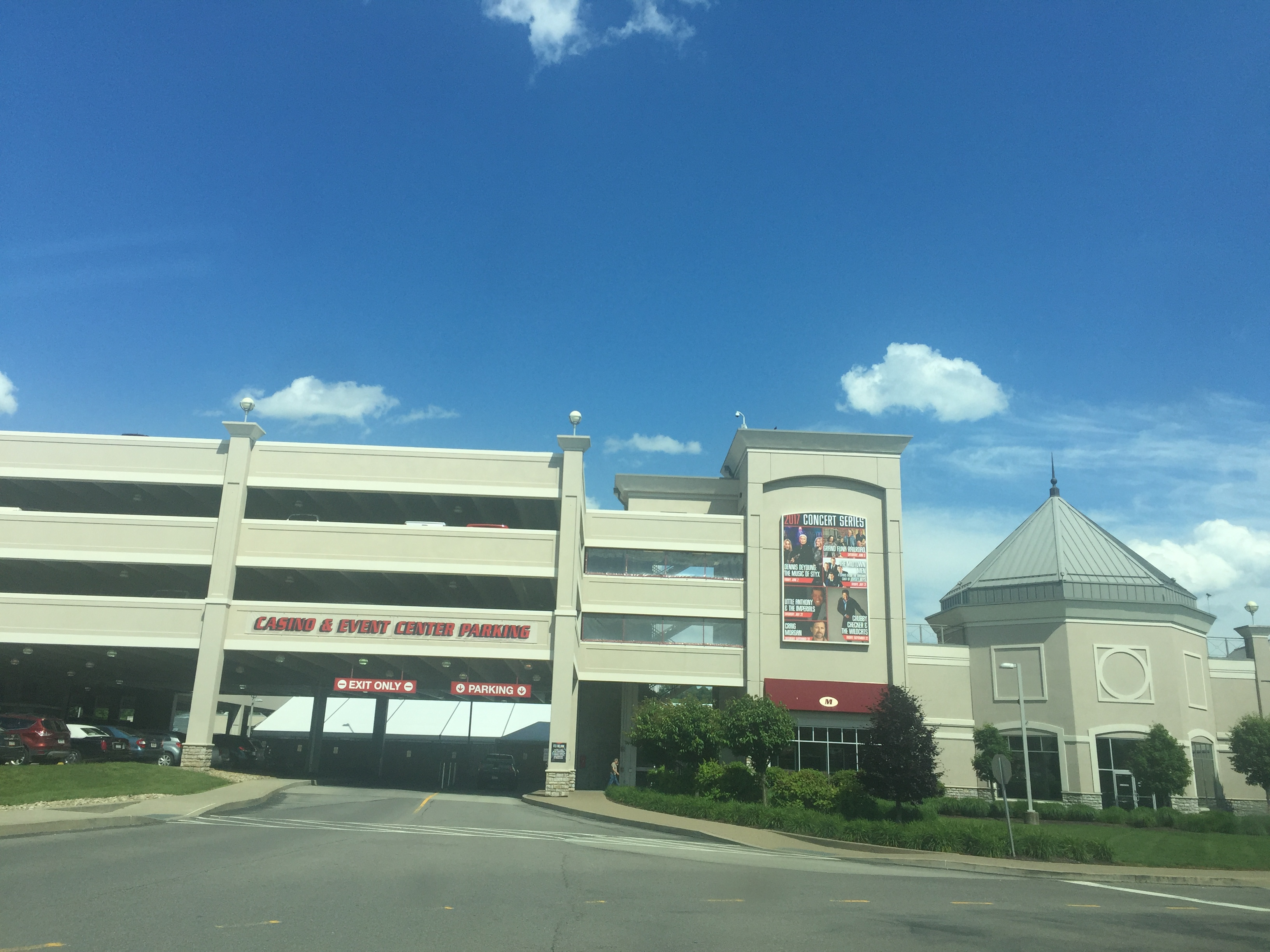
Banan sedd från parkeringen.

Travbanan började byggas i november 1962, och var då den första travbanan med totalisator i västra Pennsylvania. Banan öppnades 28 juni 1963 och drevs då av Washington Trotting Association.
Washington Trotting Association köptes i februari 1973 av bland annat tränaren och kusken Delvin Miller. Millers avtryck finns fortfarande på banan idag, och banan kör det prestigefyllda loppet Delvin Miller Adios Pace for Orchids till hans minne. En staty av hans berömda hingst Adios står vid banans entré.
Banan introducerade två betydande tekniska framsteg 1983: Call-A-Bet och Meadows Racing Network (MRN). Call-A-Bet tillät användare att skapa individuella satsningskonton och ringa in satsningar för lopp. Även TV-sändningen Meadows Racing Network, som sänder alla lopp live från banan, distribuerades till lokala kabelleverantörer.

### Ägarbyte
Advokaten Stuart A. Williams köpte banan 1986 och sålde därefter den till Englandbaserade Ladbroke Group PLC 1988. Banans namn ändrades under tiden till Ladbroke at the Meadows, och ett flertal spelställen utanför banan öppnades. Den första öppnades i New Castle, Pennsylvania i juni 1990, och senare öppnades spelställen i Greensburg, Johnstown, Moon och West Mifflin (alla i Pennsylvania). Greensburg stängdes 2000 och Johnstown såldes till Penn National Gaming Corporation i juli 1998.
Magna Entertainment Corp hyrde banan från Ladbrokes 2001. Magna döpte om Call-A-Bet till Xpressbet, som blev en internet- och telefonbaserad bettingtjänst som gjorde det möjligt för användare att inte bara spela på The Meadows, utan flera andra banor som ägdes eller hade avtal med Magna. Xpressbet inkluderade så småningom 300 banor. Las Vegas-baserade Cannery Casino Resorts köpte banan i juli 2006. Magna behölls för att driva banan under ett femårigt ledningskontrakt.
I december 2007 gick Crown Limited, ett australiskt företag, med på att köpa både Cannerys kasinotillgångar och The Meadows. Men i mars 2009 backade Crown ur affären.
I maj 2014 gick Cannery med på att sälja The Meadows till Gaming and Leisure Properties Inc. (GLPI) för 465 miljoner dollar. GLPI sa att de skulle behålla ägandet av fastigheterna, medan ett tredjepartsföretag skulle driva anläggningen. Priset sänktes sedan till 440 miljoner dollar. Försäljningen slutfördes i september 2016, då Pinnacle Entertainment köpte den operativa verksamheten från GLPI för 138 miljoner dollar och hyrde fastigheten för 25 miljoner dollar per år.
Penn National Gaming förvärvade verksamheten i The Meadows i oktober 2018 som en del av förvärvet av Pinnacle.

### Avbrutet tävlande
Allt tävlande avbröts vid tävlingsbanan i slutet av januari 2018 och 190 hästar och fem lador placerades under karantän efter att viruset EHV-1 upptäckts. tävlandet återupptogs mindre än en månad senare.

## Baninfo
Huvudbanan är 5/8 mile (1006 m) lång. Då de flesta lopp i nordamerikansk travsport körs över 1 609 m, startar loppen på den bortre långsidan och körs över cirka ett och ett halvt varv. Upploppet är 173 meter långt och banan är 24 meter bred. Banan har även open stretch, något som banan kallar för Lightning Lane.
Nio hästar får plats bakom startbilen. Hästar med startnummer 10 startar bakom första ledet.

## Större lopp
Till skillnad från många andra travbanor i USA, arrangerar The Meadows travlopp året runt, med över 200 tävlingsdagar om året. Tävlingar hålls främst på måndag, tisdag, onsdag och lördageftermiddagar, med första start 13:00.
Banans största lopp är Delvin Miller Adios Pace for the Orchids som körs i augusti under samma vecka som Grand Circuit. Det är ett prestigefyllt lopp för treåriga passgångare, och har körts varje år sedan 1967. 2008 års upplaga av loppet kördes på Mohegan Sun at Pocono Downs på grund av ombyggnad av The Meadows.
Banan arrangerar även loppen Adioo Volo, Arden Downs, Pennsylvania Sire Stakes och Keystone Classic.